# Stanley R. Jaffe
Stanley R. Jaffe (ur. 31 lipca 1940 w New Rochelle, zm. 10 marca 2025 w Rancho Mirage) – amerykański producent i reżyser filmowy, laureat Oscara.

## Filmografia
jako producent:
- Sprawa Kramerów (1979) – reż. Robert Benton
- Fatalne zauroczenie (1987) – reż. Adrian Lyne
- Oskarżeni (1988) – reż. Jonathan Kaplan
- Czarny deszcz (1989) – reż. Ridley Scott

jako reżyser:
- Bez śladu (1983)

## Nagrody i nominacje
- 1980 – Oscar w kategorii: najlepszy film za Sprawę Kramerów
- 1980 – David di Donatello w kategorii: najlepszy film zagraniczny za Sprawę Kramerów
- 1981 – nominacja do Nagrody BAFTA w kategorii: najlepszy film za Sprawę Kramerów
- 1988 – nominacja do Oscara w kategorii: najlepszy film za Fatalne zauroczenie